# Tidarren konrad
Tidarren konrad là một loài nhện trong họ Theridiidae.
Loài này thuộc chi Tidarren. Tidarren konrad được miêu tả năm 2006 bởi Knoflach & Antonius van Harten.